# Pseudanapaea
 (mars 2020).
Genre
Pseudanapaea est un genre de lépidoptères (papillons) de la famille des Limacodidae.

## Liste des espèces
Selon BioLib (10 mars 2020) :
- Pseudanapaea denotata (Walker, 1865)
- Pseudanapaea dentifascia Hering, 1931
- Pseudanapaea transvestita Hering, 1931